# Famille Dunoyer de Segonzac
Pour les articles homonymes, voir Dunoyer.
La famille Dunoyer de Segonzac est une famille française originaire du Quercy. 
Elle ne doit pas être confondue avec la famille Bardon de Segonzac.

## Histoire

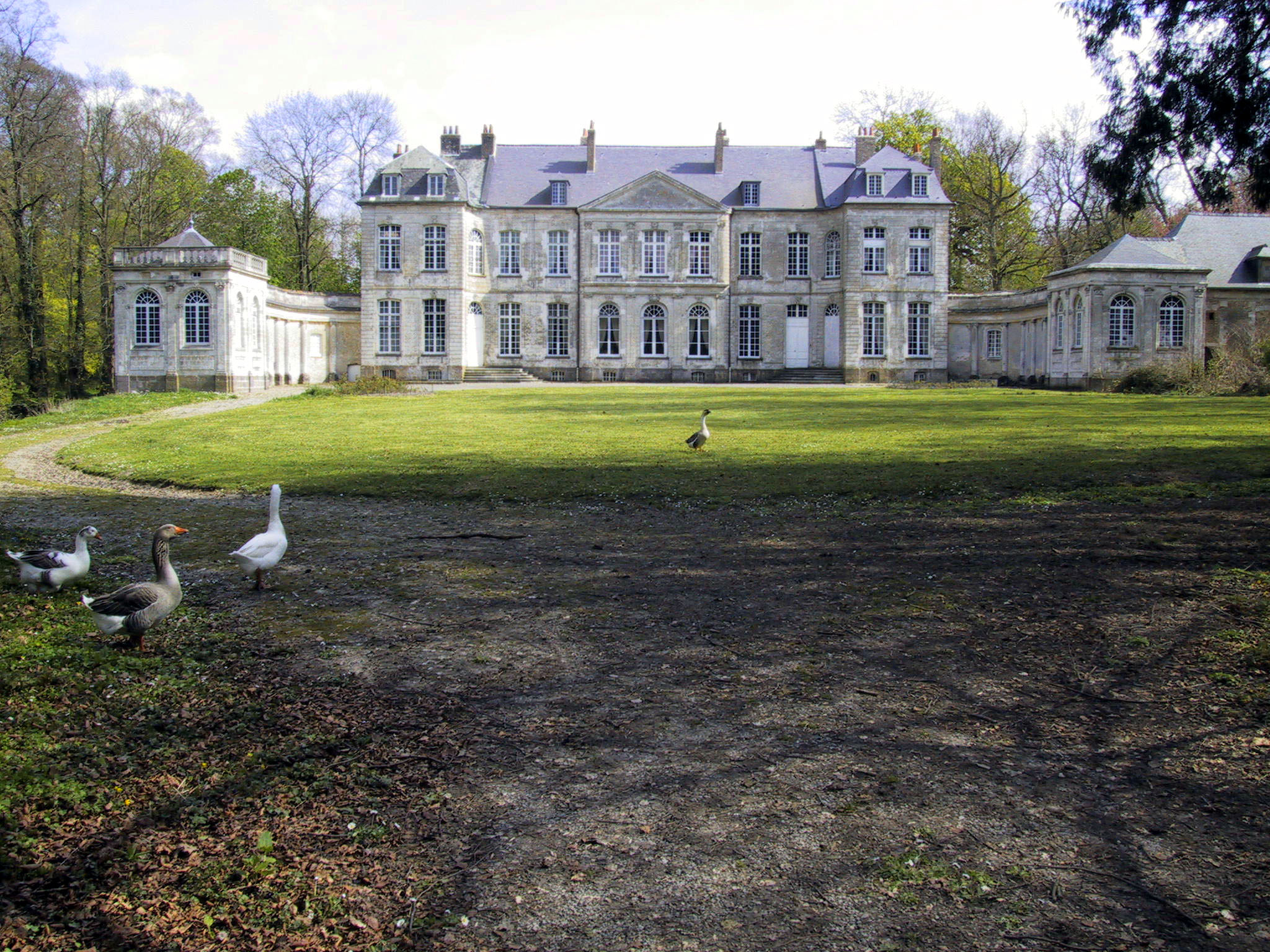
Le château de Bomy.

Gustave Chaix d'Est-Ange écrit que cette famille, qui demeurait au XVIIIe siècle à Carennac dans le Quercy, ayant eu sa noblesse contestée, produisit lors d'un procès en 1787 devant le parlement de Toulouse un acte notarié daté du 24 octobre 1429 dans lequel noble Jean Dunoyer donnait l'investiture pour certaines terres de sa seigneurie de Ségonzac, sur le territoire appelé Menoul, ainsi qu'une généalogie remontant au testament le 11 mai 1558 de Pierre Dunoyer, seigneur de Sarrazac. Il ajoute qu'elle n'avait pas fait reconnaître sa noblesse auparavant lors des grandes recherches ordonnées au XVIIe siècle par le roi Louis XIV et qu'elle s'agrégea à la noblesse au XVIIIe siècle.
La famille Dunoyer a possédé la terre de Serrazac, à Saint-Michel-de-Bannières, dans le Quercy.
La famille Dunoyer de Segonzac a été admise au sein de l'association d'entraide de la noblesse française en 1963.

## Armes
Les armes de la famille se blasonnent ainsi : écartelé : 1 et 4 d'argent au noyer de sinople au chef d'azur chargé de 3 étoiles d'argent: 2 et 3 coupé en chef d'argent au noyer de sinople et en pointe d'argent au lion issant de gueules.

## Personnalités

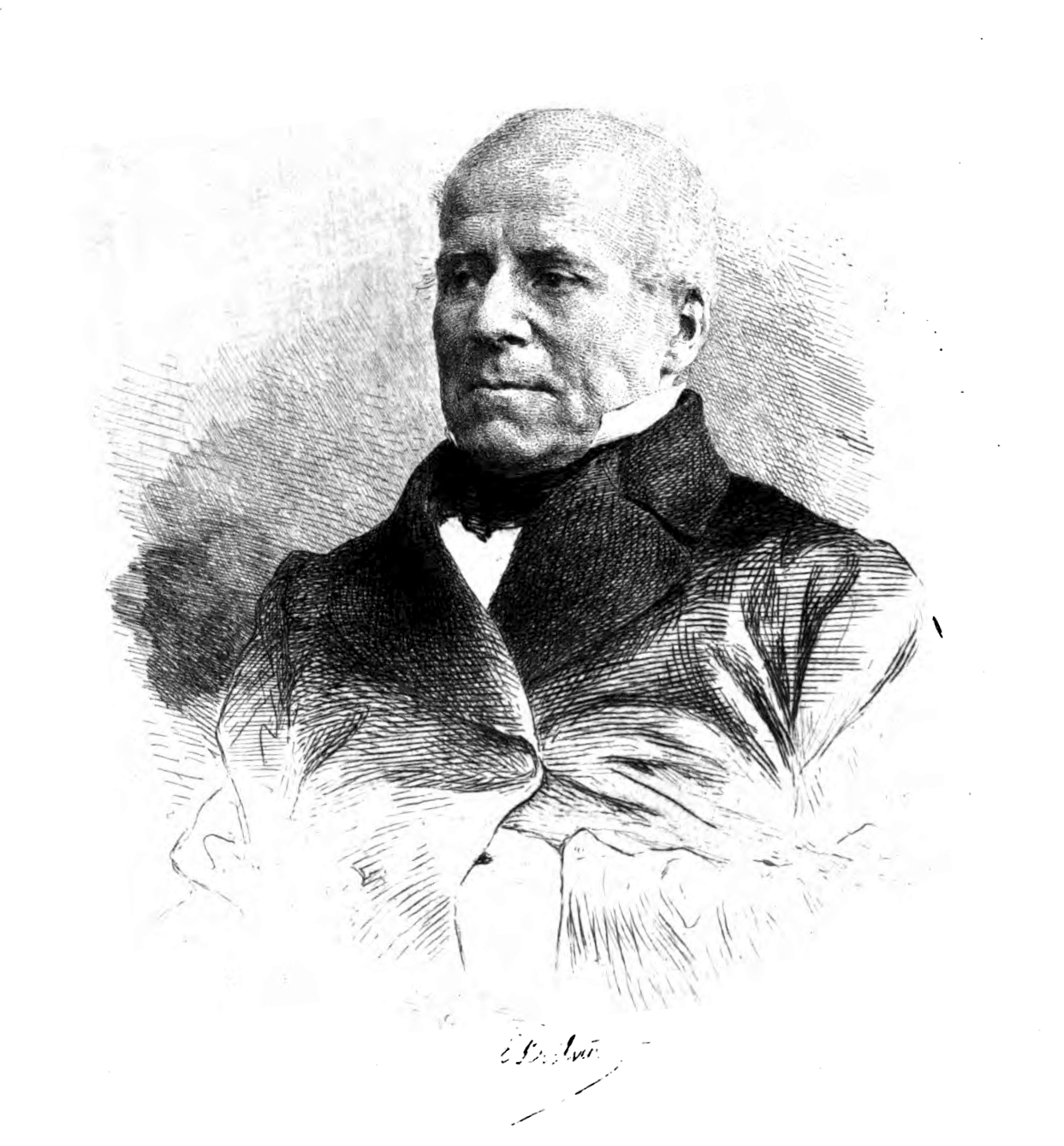
Charles Dunoyer de Segonzac.

- Charles Dunoyer de Segonzac (1786-1862), économiste français.
- Louis Dunoyer de Segonzac (1880-1963), physicien français.
- André Dunoyer de Segonzac (1884-1974), peintre et graveur français.
- Pierre Dunoyer de Segonzac (1906-1968), résistant français, directeur de l'école des cadres d'Uriage sous le régime de Vichy.
- André-Jacques Dunoyer de Segonzac (1915-2018), architecte français[3].
- Marguerite Dunoyer de Segonzac (1931-2019) œuvrant sous le pseudonyme de Maduzac, artiste peintre française.
- François Dunoyer (né Dunoyer de Segonzac en 1946), acteur, directeur artistique et metteur en scène français.
- Louis Dunoyer de Segonzac (né en 1959), compositeur français de musiques de scène, arrangeur et directeur musical pour la télévision.
- Aliette Dunoyer de Segonzac (1921-2004), nommée Juste parmi les Nations pour avoir caché ses voisins juifs, les familles Aboressi et Lyon, dans sa villa de Juan-les-Pins en septembre 1943[4].
- Jehan Dunoyer de Segonzac (1920-2000), son frère, combattant de la 2e DB, blessé à Andelot le 11 septembre 1944[5].
- Le basketteur Victor Wembanyama est un descendant en ligne directe au sixième degré de Charles Dunoyer de Segonzac, par son arrière-grand-mère Madeleine Dunoyer de Segonzac (1912-2012).

## Possessions
Elle possède la terre de Segonzac.[réf. nécessaire]

## Alliances
Les principales alliances de la famille Dunoyer de Segonzac sont : de Lagrange (1780), Renouard de Sainte-Croix (1837), Moullart de Vilmarest (1868), de Séjournet de Rameignies (1914), de Malet de Coupigny (1919), de Witte (1936 et 1938), de Carné-Trécesson de Coëtlogon (1951), de Villoutreys de Brignac.